# 六合路 (高雄市)
六合路（Liouhe Rd.）是高雄市的東西向重要道路之一，本道路共分成三個部份，著名的六合夜市也在此路上，經三民區、苓雅區、新興區及前金區。起端於建國一路，末端於市中一路。

## 命名
舊說本路為1950年代由高雄工程隊官員張浵命名，新考據乃由科員林金枝所命名。六合乃指上下東南西北。莊子《南華經·齊物論》：「六合之外、聖人存而不論。」

## 行經行政區域
（由東至西）
- 三民區
- 苓雅區
- 新興區
- 前金區

## 分段
六合路共分成三個部份：
- 六合路：東起於建國一路，西於民族二路口接六合一路。
- 六合一路：東於民族二路口接六合路，西於中山一路口接六合二路
- 六合二路：東於中山一路口接六合一路，西止於市中一路口。

## 沿線設施
（由東至西）
- 六合路

- 六合一路
  - 信義國小活動中心(43號)
  - 逍遙園(55巷15號)
  - 六合公園
  - 中華電信員工活動中心(102號)
  - 農業部農糧署南區分署高雄辦事處（113號）
  - 內政部移民署南區事務大隊高雄市專勤隊(113號3樓)

- 六合二路
  - 台灣人壽六合大樓（1號）
  - 六合夜市
  - 高雄市前金區建國國小(門牌設於自立二路111號)
  - 法務部廉政署南部地區調查組(217號)
  - 前金國中(278號)

## 公共自行車
- 高雄市公共自行車租賃系統：
  - 六合錦田路口：六合一路44號對側
  - 六合公園(六合一路)：六合一路/忠孝一路(東南側)
  - 建國國小：六合二路/瑞源路(東北側)